# Bugatti Bolide
Bolide é um supercarro produzido pela fabricante Bugatti Automobiles, sendo revelado em 28 de outubro de 2020. Segundo a Bugatti, a versão conceitual do Bolide utiliza um motor W16 com uma relação peso-potência de 0,91 kg/kW. A Bugatti anunciou que o Bolide seria o último carro já feito com seu motor W16. O nome do Bolide vem do termo le bolide, que significa literalmente "carro de corrida" em francês. O conceito fundamental do Bolide é baseado em um projeto técnico do engenheiro-chefe da Bugatti, Frank Götzke.
Em abril de 2023, o fabricante revelou a versão de produção do Bolide como um supercarro apenas para pistas.